# Friedrich Dürrenmatt
Œuvres principales
- Le Juge et son bourreau (1952)
- Le Soupçon (1953)
- La Promesse (1958)
- La Panne (1958)
- La Visite de la vieille dame (1956)
- Les Physiciens (1962)

Friedrich Dürrenmatt (en allemand : [ˈfriːdrɪç ˈdʏrənˌmat]  ; né le 5 janvier 1921 à Konolfingen, dans le canton de Berne, et mort le 14 décembre 1990 à Neuchâtel, est un écrivain, auteur de roman policier, dramaturge et peintre suisse de langue allemande.

## Biographie
Friedrich Dürrenmatt est né en 1921 à Stalden dans l'Emmental, qui a été absorbée par la commune de Konolfingen en 1933. C’est le premier enfant de Reinhold (1881-1965) et Hulda Dürrenmatt (1886-1975), née Zimmermann. Son père est alors le pasteur réformé du village, et son grand-père Ulrich Dürrenmatt était un homme politique et un poète. En 1924, nait sa sœur Verena (« Vroni » ; † 2018). En octobre 1935, la famille déménage à Berne, où son père devient pasteur à la maison des diaconesses. À cette époque, la crise économique mondiale se fait également sentir en Suisse et la bourgeoisie de classe moyenne s'appauvrit. Friedrich Dürrenmatt fréquente d’abord le Freie Gymnasium de Berne, puis l'Humboldtianum, où il a passé sa maturité en 1941. Il n'était pas un très bon élève (appréciation globale : « à peine suffisant »). Il a lui-même décrit sa scolarité comme la « pire période » de sa vie.
Toujours à Konolfingen il commence déjà à peindre et à dessiner, un penchant qu'il gardera toute sa vie. Plus tard, il illustrera certains de ses textes, réalisera des esquisses ou des décors entiers pour ses pièces. Jeune homme, il veut suivre une formation d'artiste-peintre, mais il est aussi attiré par l’université et étudie à partir de 1941 la philosophie, les sciences naturelles et la philologie allemande à l'université de Berne, et pour un temps, en 1942/43, à l'université de Zurich. Il exprime alors, dans une lettre à son père, son dilemme à choisir entre l’écriture et la peinture :
« Il ne s'agit pas de décider si je vais devenir un artiste ou non, car cela ne se décide pas, on le devient par nécessité. [...] Pour moi, le problème est ailleurs. Dois-je peindre ou écrire ? Je me sens appelé par les deux ».
À Berne, il habite chez ses parents dans une mansarde qu'il a décorée de grandes peintures murales qui seront redécouvertes, dégagées et restaurées seulement au début des années 1990 (voir Dürrenmatt-Mansarde). En 1946, il met fin à ses études sans même avoir commencé la thèse qu'il avait prévue sur Søren Kierkegaard, déterminé à devenir artiste, sous l’impulsion de sa découverte du monde du théâtre qui lui permet justement à combiner l’écrit et le visuel.

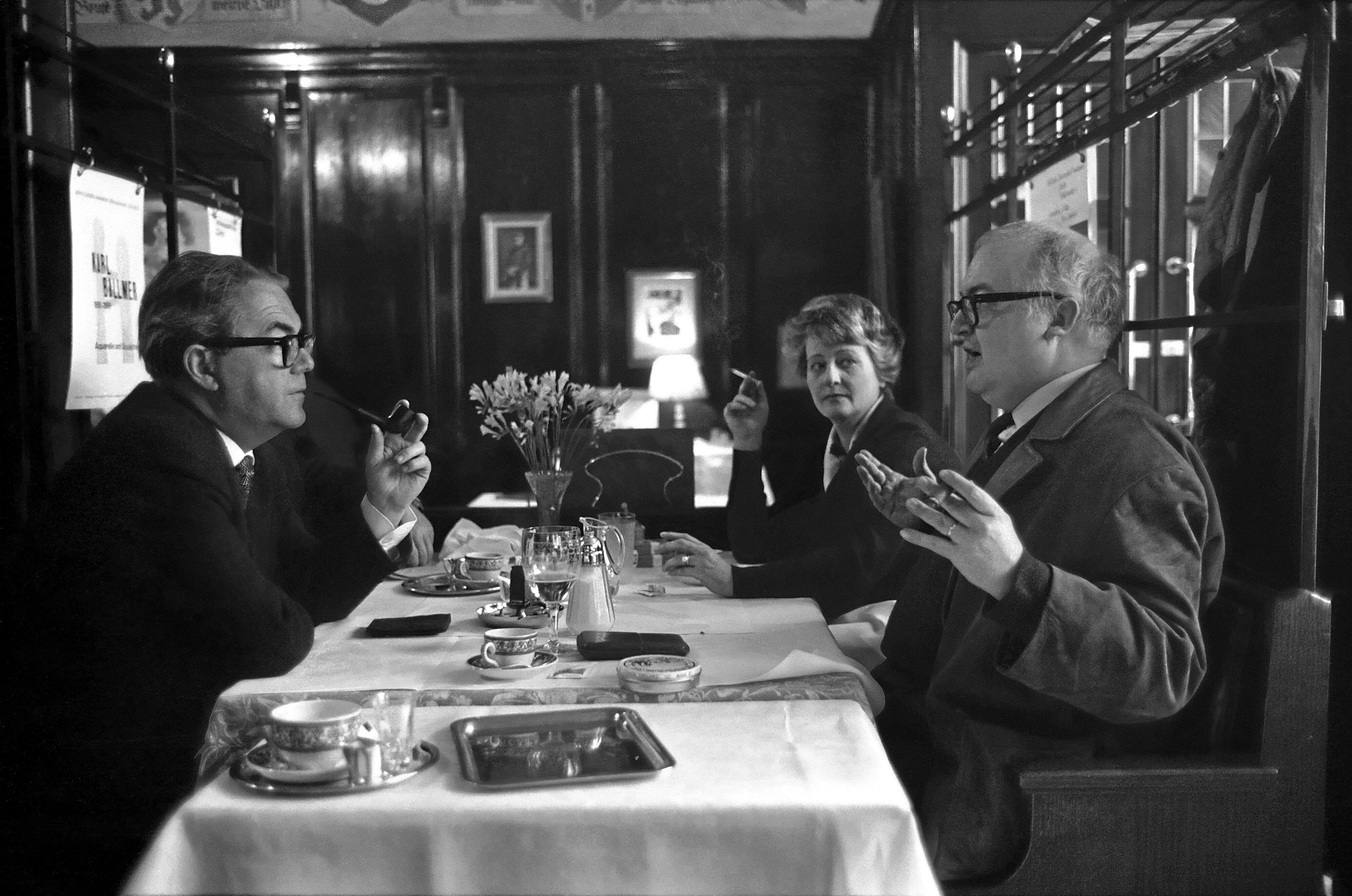
Max Frisch, Friedrich Dürrenmatt et Lotti Geisler à la Kronenhalle de Zurich en 1966.

Le 12 octobre 1946, Dürrenmatt épouse l'actrice Lotti Geissler (1919-1983). Le couple vit d'abord à Bâle, où leur fils Peter nait en 1947. La même année Dürrenmatt crée au Schauspielhaus de Zurich sa première pièce intitulée Les fous de Dieu. Il s’agit d’une comédie qui se rattache à l’épisode anabaptiste de Münster et qui provoqua un scandale théâtral. N’ayant pas obtenu le succès escompté, l'auteur la retire l'année suivante. Mais Max Frisch, à qui l'éditeur de théâtre Kurt Reiss avait envoyé le manuscrit de la pièce, reçoit le jeune auteur en le couvrant d’éloges. En 1948, Dürrenmatt écrit sa deuxième pièce, L'Aveugle, qui ne fut pas bien accueillie non plus. En 1949, sa troisième pièce, la comédie Romulus le Grand, fut mise en scène à la place de La Tour de Babel, qui n'a pas été achevée et que l'auteur a détruite.
Les premières années en tant qu'écrivain indépendant sont difficiles sur le plan économique pour Dürrenmatt et sa famille. En 1948, la famille bientôt composée de cinq personnes – en comptant la venue de sa fille Barbara en 1949, et de Ruth en 1951 – s’installe dans la commune de Gléresse, au bord du lac de Bienne.
Puis la situation financière s’améliore peu à peu, notamment grâce aux commandes de pièces radiophoniques passées par les radios allemandes. De plus, c'est à cette époque que la maison d'édition Arche Verlag devient son éditeur attitré. Ses deux romans policiers Le Juge et son bourreau et Le Soupçon sont d'abord publiés en feuilletons dans le Schweizerischer Beobachter à partir de 1950. En 1952, les Dürrenmatt s'installent durablement dans la maison qu'ils achètent alors au Vallon de l’Hermitage sur les hauteurs de Neuchâtel.
En 1950, Dürrenmatt écrit la comédie Le Mariage de Monsieur Mississippi, avec laquelle il obtient son premier grand succès sur les scènes allemandes en 1952, après avoir été refusé par les scènes suisses. En 1956, il acquiert une renommée mondiale avec sa tragi-comédie La Visite de la vieille dame. L'immense succès de cette œuvre lui permet en outre de devenir financièrement indépendant. L'échec de la « comédie musicale » Frank V en 1960 est suivi d'un deuxième succès mondial en 1962 avec Les Physiciens. La pièce radiophonique Hercule et l'écurie d'Augias (1963), transformée en pièce de théâtre, ne rencontre à nouveau pas le succès auprès du public. Avec Le météore, sa pièce la plus personnelle, il connut en 1966 son troisième et dernier succès mondial en tant que dramaturge. Dans les années 1960, Dürrenmatt est au sommet de sa gloire avec ses œuvres théâtrales.
À partir de 1967, il se consacre davantage au travail théâtral, d'abord sur les scènes bâloises, puis, après un infarctus en octobre 1969, à la Neue Schauspiel de Zurich, et enfin à Düsseldorf. C'est là que sont données les deux premières de ses nouvelles pièces, Portrait d'une planète et Titus Andronicus.
Dürrenmatt a pris position sur les événements du monde dans des essais, des conférences et des discours officiels, par exemple avec la publication de Sätze aus Amerika (1970), le texte de presse Ich stelle mich hinter Israel (1973) ou encore lors d’une conférence à l'occasion d’un événement de soutien au Printemps de Prague en 1968. En février 1987, il participe à la conférence sur la paix convoquée par Mikhaïl Gorbatchev à Moscou. En 1990, il prononce un discours devenu célèbre en l’honneur de la visite du président tchèque Václav Havel intitulé La Suisse - une prison. On sait depuis le scandale des fiches que, à la suite de ses prises de position, Dürrenmatt a été espionné par la police fédérale pendant cinquante ans. Tout au long de sa vie, Dürrenmatt scrute l’évolution d’un monde alors au bord de l’implosion. Il se l’approprie, le réécrit. Et surtout, il le peint, le dessine, le caricature, avec une énergie expressionniste formidable. Albrecht Dürer, Jérôme Bosch, Pieter Bruegel, Jean-Baptiste Piranèse, Francisco de Goya ou encore son ami Varlin inspirent le peintre Dürrenmatt, qui détourne les classiques, tord la mythologie ou la religion. Ses tableaux restent son jardin secret, il ne les vend pas et les expose peu. Car comme il le dit lui-même :
« Par rapport à mes œuvres littéraires, mes dessins ne sont pas un travail annexe, mais les champs de bataille, faits de traits et de couleurs, où se jouent mes combats, mes aventures, mes expériences et mes défaites d’écrivain ».
Le 16 janvier 1983, sa femme Lotti décède. Un an plus tard, il accepte de participer à un documentaire que lui consacre la réalisatrice Charlotte Kerr (1927-2011). Cette rencontre professionnelle est un coup de foudre intellectuel et amoureux. Ils se marient l’année suivante.

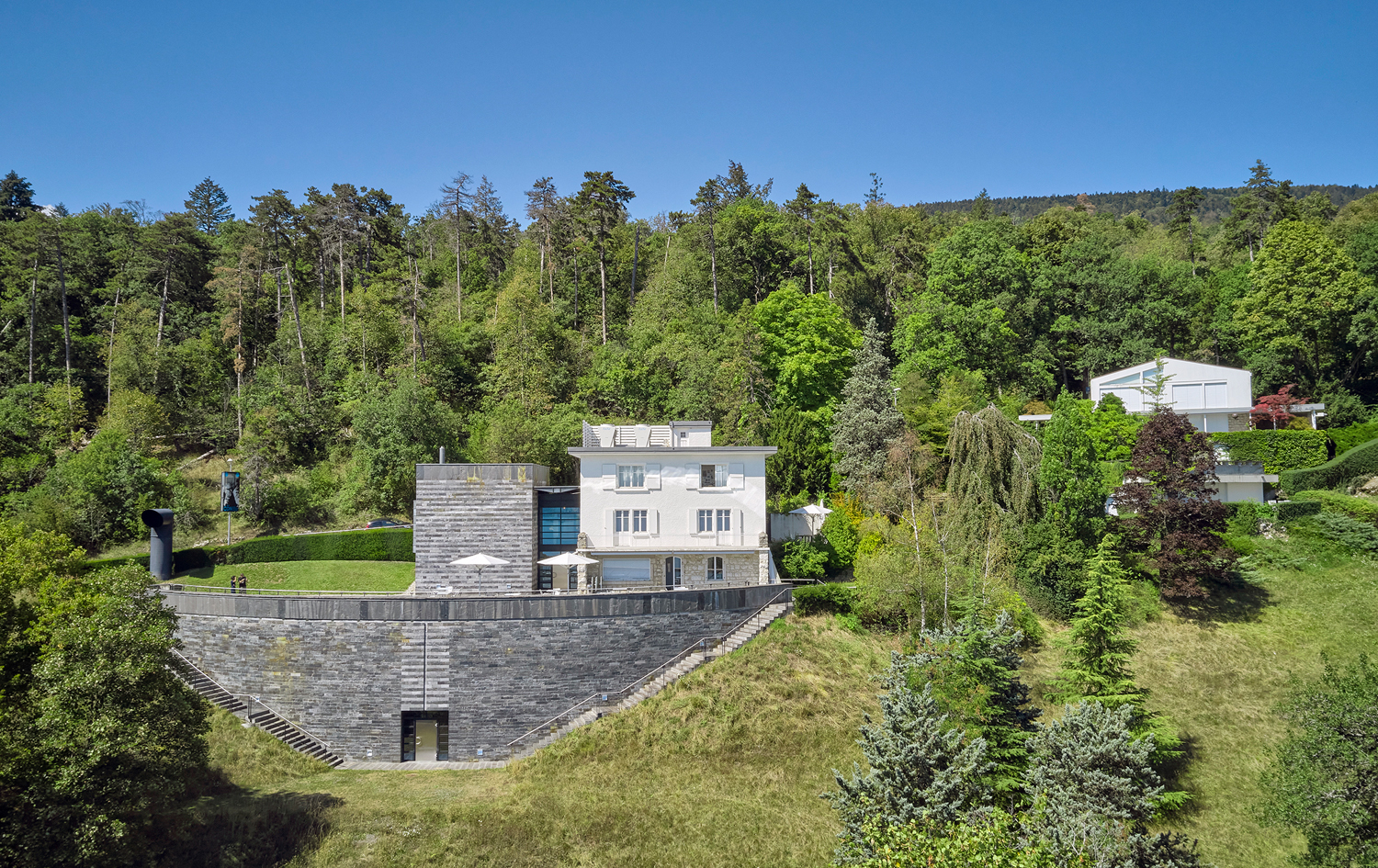
Centre Dürrenmatt Neuchâtel

À 64 ans, Dürrenmatt vit alors un renouveau artistique. Il peint et dessine beaucoup, et en parallèle, il poursuit un travail monumental d’écriture, La Mise en œuvre, commencée 20 ans plus tôt. Ces « matières » forment une autobiographie qui mélange souvenirs, fictions et réflexions philosophiques. Elles créent une mosaïque littéraire inclassable, à l’image de son créateur. Peu avant son 70e anniversaire, alors que tout le monde s’affaire à organiser les festivités, Dürrenmatt meurt d’une crise cardiaque, le 14 décembre 1990. Charlotte Kerr a évoqué ses souvenirs de cette période commune dans son livre La Femme au manteau rouge.
De son vivant Dürrenmatt avait négocié le don de ses manuscrits à la Bibliothèque nationale suisse sous la condition de créer les Archives littéraires suisses. En 2000 est inauguré le Centre Dürrenmatt Neuchâtel, un musée de la Bibliothèque nationale suisse, conçu par l’architecte Mario Botta et dédié à l’étude, la conservation et la transmission de l’œuvre picturale de Friedrich Dürrenmatt, en dialogue avec son œuvre littéraire.

## Galerie

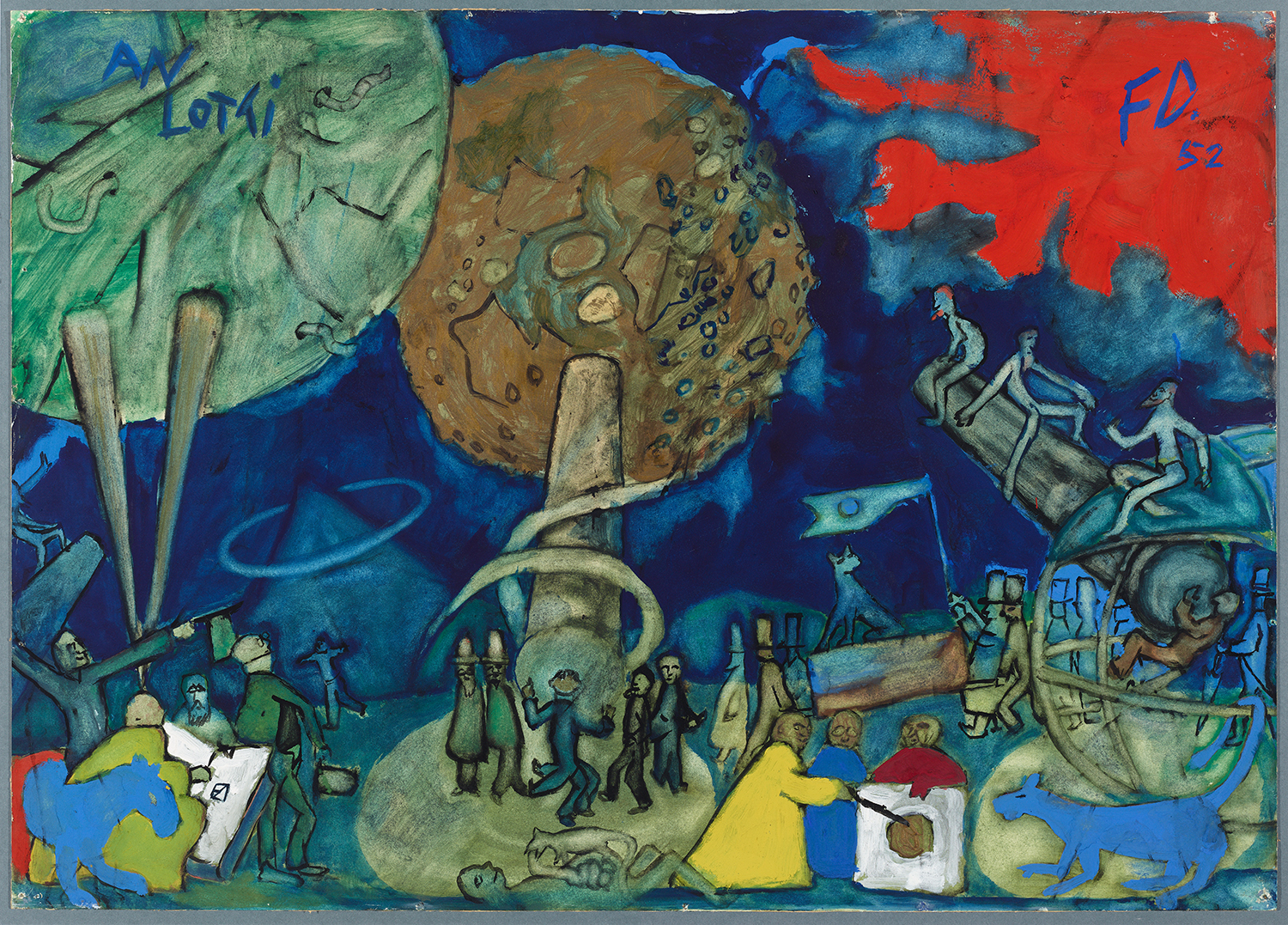
Les Astronomes, 1952
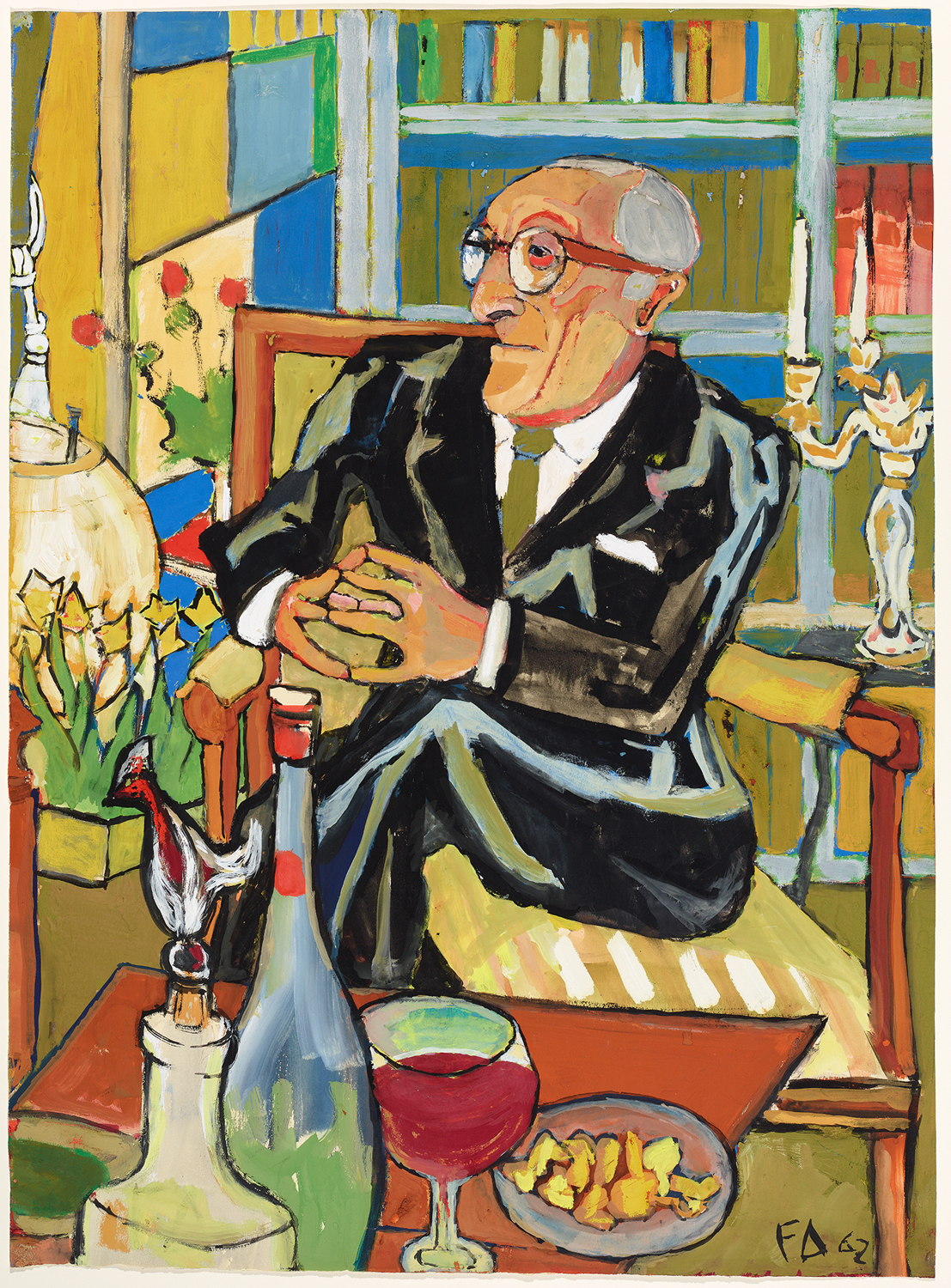
Portrait d’un psychiatre (Dr. Otto Riggenbach), 1962
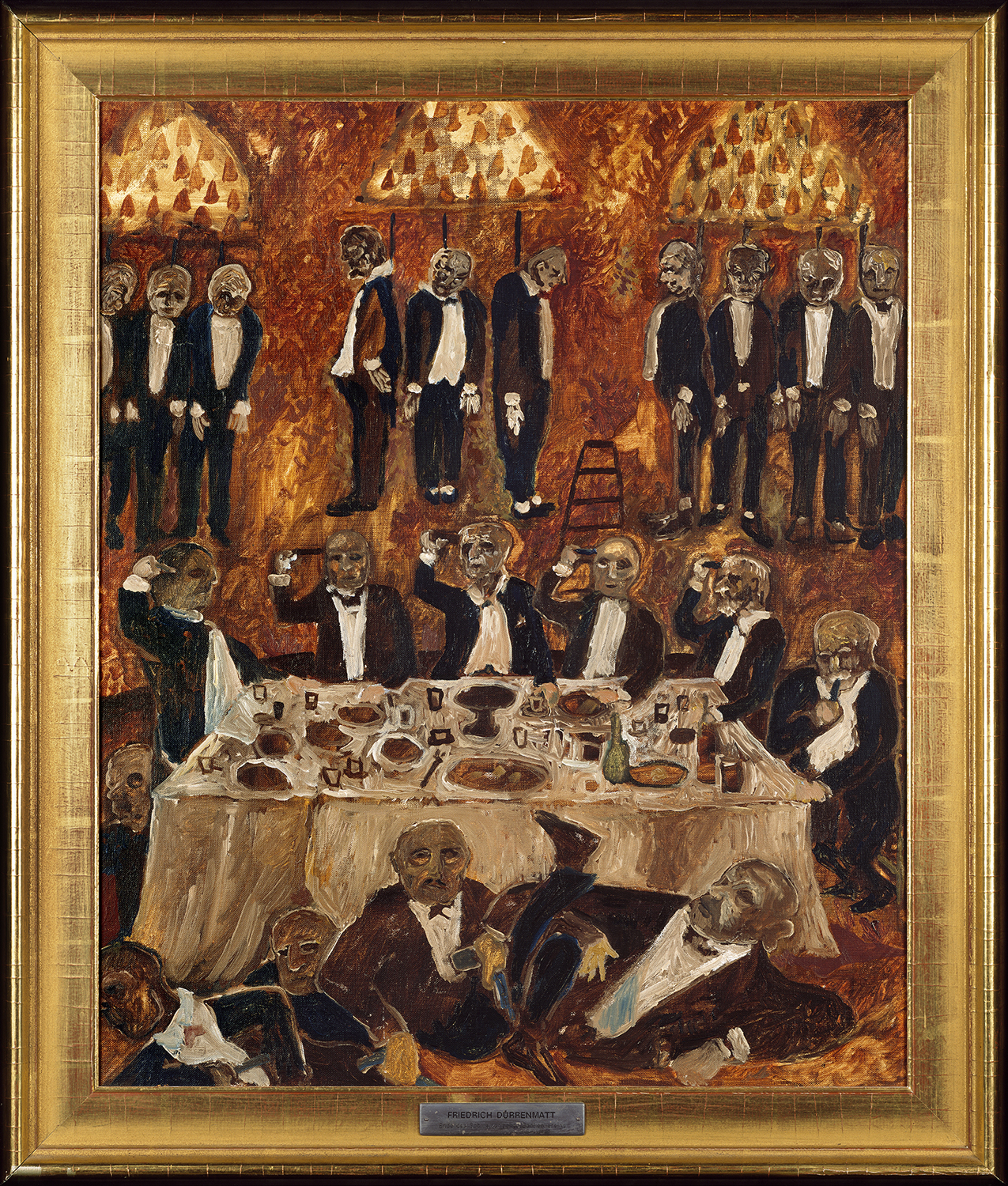
L’Ultime Assemblée générale de l’Établissement bancaire fédéral, 1966
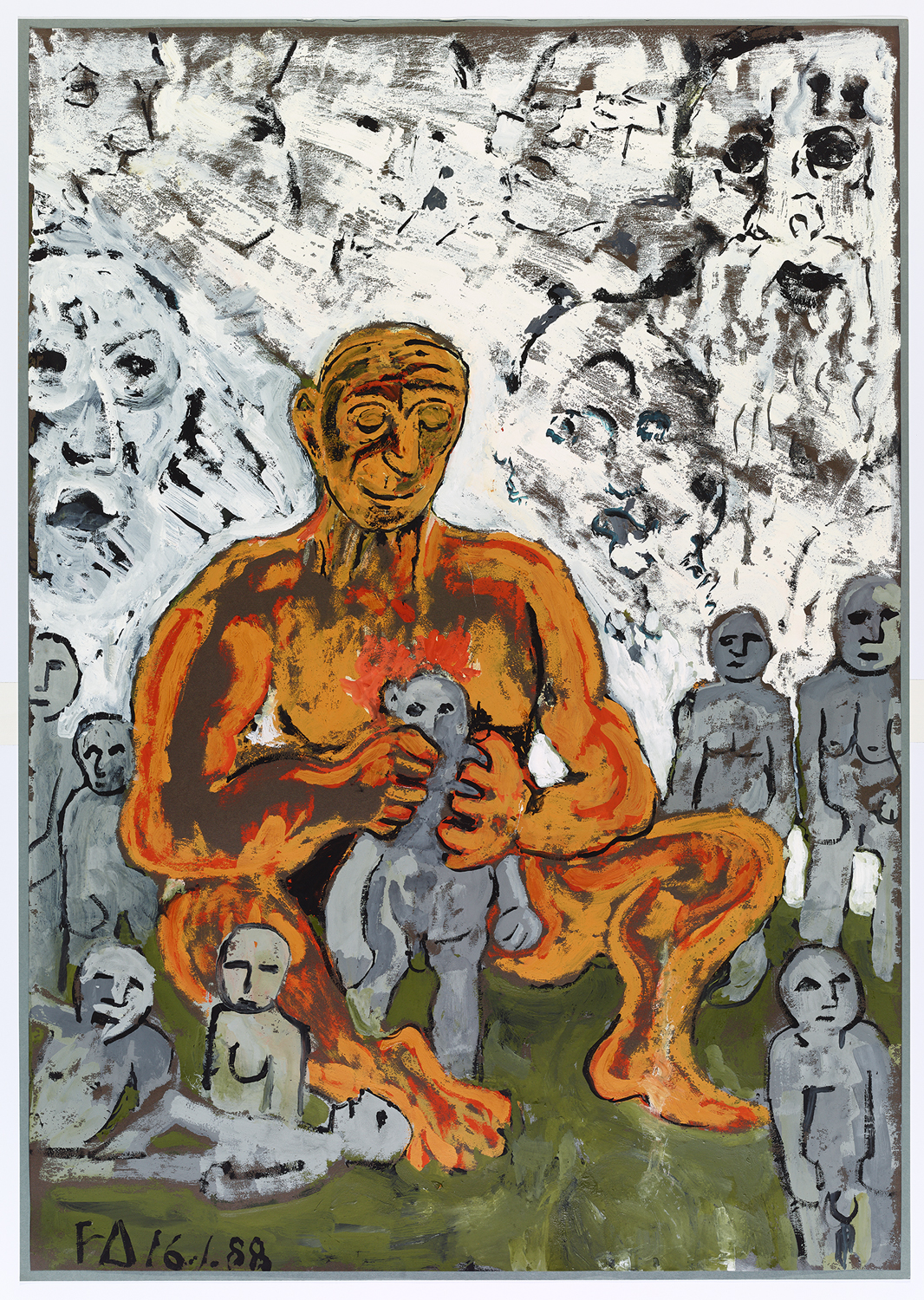
Prométhée modelant des hommes, 1988
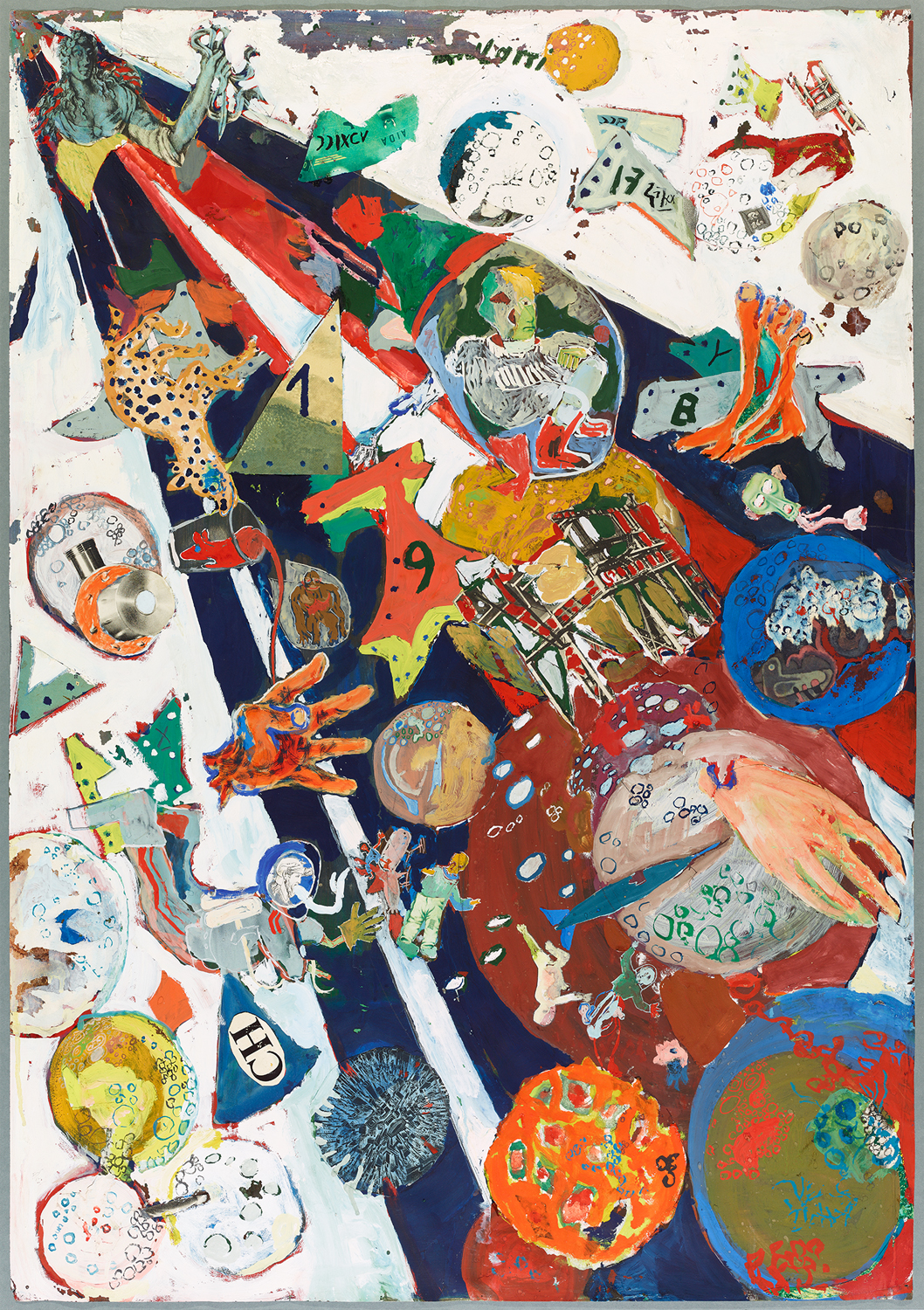
Les Physiciens II : Psaume de l'univers, 1973

## Œuvre

### Romans

#### Romans policiers
- Le Juge et son bourreau (Der Richter und sein Henker, 1952), traduit en français par Armel Guerne, Albin Michel, 1961. Nouvelle traduction, Alexandre Pateau, Gallmeister, 2025.
- Le Soupçon (Der Verdacht, 1953), traduit en français par Armel Guerne, Albin Michel, 1961. Nouvelle traduction, Alexandre Pateau, Gallmeister, 2025.
- La Promesse (Das Versprechen, 1958), traduit en français par Armel Guerne, Albin Michel, 1959. Nouvelle traduction, Alexandre Pateau, Gallmeister, 2023.
- Justice (Justiz, 1985), traduit en français par Étienne Barilier, L’Âge d'Homme, 1986.
- La Mission (Der Auftrag, 1986), traduit en français par H.Durand, L’Âge d'Homme, 1988.

#### Autres romans et récits
- Noël (Weihnacht, 1943), premier récit
- Le Bourreau (Der Folterknecht, 1943)
- La Saucisse (Die Wurst, 1943)
- Le Fils (Der Sohn, 1943)
- Le Vieux (Der Alte, 1945, première publication qui paraît dans le quotidien bernois Der Bund)
- L'Image de Sisyphe (Das Bild des Sisyphos, 1945)
- Le Directeur de théâtre (Der Theaterdirektor, 1943)
- Le Piège (Die Falle, 1946)
- Pilate (Pilatus, 1946)
- La Ville et autres proses de jeunesse (Die Stadt, 1947), traduit en français par Walter Weideli, Albin Michel, 1997.
- Le Chien (Der Hund, 1951)
- Le Tunnel (Der Tunnel, 1952)
- Grec cherche Grecque (Grieche sucht Griechin, 1955)
- La Panne (Die Panne, 1956), traduit en français par Armel Guerne, Albin Michel, 1958. Nouvelle traduction, Alexandre Pateau, Gallmeister, 2024.
- La Chute d'A. (Der Sturz, 1971), traduit par Walter Weideli, Albin Michel, 1975
- Le Vallon de l'Ermitage (Vallon de l'Ermitage, 1967-1987), Neuchâtel, Revue neuchâteloise, 1980
- La Ballade du Minotaure (Minotaurus, 1985)
- Val Pagaille (Durcheinandertal, 1989), traduit en français par Étienne Barilier, Éditions de Fallois, L’Âge d'Homme, 1991.

### Théâtre
- Le Bouton (Der Knopf, 1942) ; complétée en 1943 sous le titre de Komödie ; ne paraît qu'en 1980, sous le titre Untergang und neues Leben)
- Les Anabaptistes (Les Fous de Dieu) (Es steht geschrieben, 1947), traduit en français par Jean Lacroix, L'Âge d'Homme, 1993 ; nouvelle traduction de Pierre Bühler, L'Arche, 2018
- L'Aveugle (Der Blinde, 1948)
- L'Édification de la Tour de Babel (Der Turmbau zu Babel 1948, comédie détruite par l'auteur)
- Romulus le Grand (Romulus der Grosse, 1949, nouvelle version, 1957), traduit en français par Claude Chenou, L'Âge d'Homme, 1992.
- Le Mariage de monsieur Mississippi, Die Ehe des Herrn Mississippi) (1952), traduit en français par Walter Weideli, Editions de l'Aire, 1979
- Un ange vient à Babylone (Ein Engel kommt nach Babylon, 1953, nouvelle version, 1957)
- La Visite de la vieille dame (Der Besuch der alten Dame, 1956), traduction et adaptation de Jean-Pierre Porret, Flammarion, 1988 ; nouvelle traduction de Laurent Muhleisen, L'Arche, 2014
- Frank V, opéra d'une banque privée (Frank der Fünfte, 1959), traduit en français par Jean-Pierre Porret, L'Avant-Scène 1066
- Les Physiciens (Die Physiker, 1962), traduit en français par Jean-Pierre Porret, L’Âge d'Homme, 1993 ; nouvelle traduction de Cécile Delettres, L'Arche, 2015
- Hercule et les Écuries d'Augias (Herkules und der Stall des Augias, 1962)
- Le Météore (Der Meteor, 1966), traduit par Hélène Mauler et René Zahnd, L'Arche, 2015
- Urfaust, 1970
- Les Anabaptistes (Die Wiedertäufer, 1967),
- Le Roi Jean (König Johann, 1968, d'après Shakespeare)
- Titus Andronicus (Titus Andronicus, 1970)
- Play Strindberg (Play Strindberg, 1969), traduit en français par Walter Weideli, Gallimard, 1973 ; nouvelle traduction d'Hélène Mauler et René Zahnd, L'Arche, 2016
- Porträt eines Planeten, 1971
- Le Collaborateur (Der Mitmacher, 1973)
- Die Frist, 1975
- Achterloo (Achterloo, 1983-1988), traduit en français par Jean-Paul Clerc, L’Âge d'Homme, 1989.
- Midas (Midas oder die schwarze Leinwand, 1991)

### Pièces radiophoniques
- Der Doppelgänger, 1946, première diffusion en 1961)
- Le Procès pour l'ombre de l'âne (Der Prozess um des Esels Schatten, 1951)
- Entretien nocturne avec un homme méprisé (Nächtliches Gespräch mit einem verachteten Menschen, 1952)
- Stranitsky et le Héros national (Stranitsky und der Nationalheld 1952)
- Hercule et les écuries d'Augias (Herkules und der Stall des Augias, 1954)
- La Panne (Die Panne, 1956)
- Soirée d'Automne (Abendstunde im Spätherbst, 1957)

- Hercules et les Écuries d'Augias ; Le Procès pour l'ombre de l'âne ; L'Entreprise de la Véga ; Soirée d'automne : quatre pièces pour la radio, traduction de Jean-Pierre Porret, Éditions Rencontre, 1961.

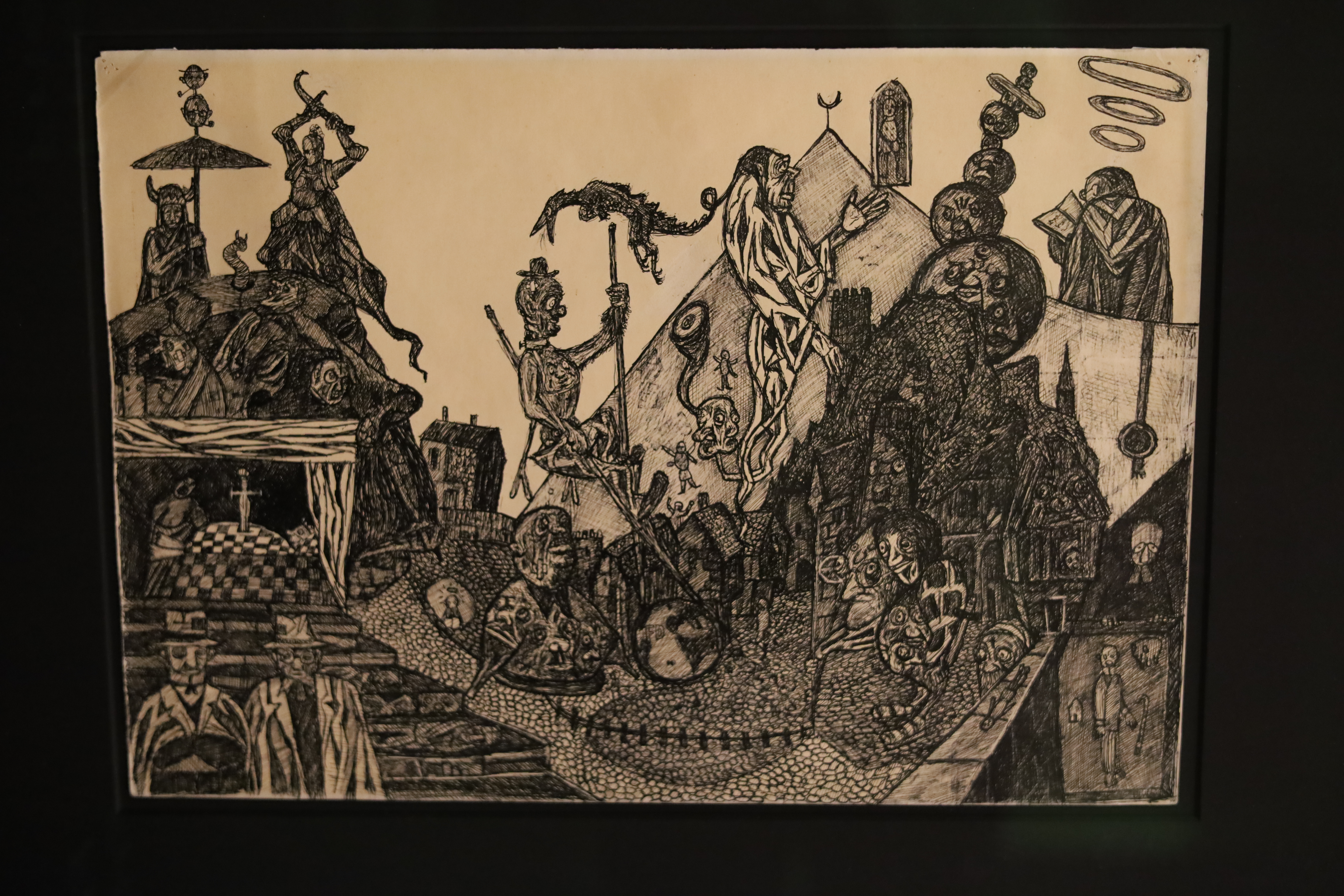
Le monde comme théâtre 1943-1945, encre sur papier

### Essais et discours
- Theaterprobleme, 1955
- Considérations personnelles sur la langue (Persönliches über Sprache, 1967)
- Essai sur Israël - Post-scriptum : Liberté, égalité, fraternité dans le judaïsme, le christianisme, l'islam, le marxisme et sur deux anciens mythes (Zusammenhänge, Essay über Israël, 1976), traduit en français par Étienne Barilier, Centre Dürrenmatt Neuchâtel, cahier no5, 2002.
- Tschechoslowakei 1968, 1968
- Phrases d'Amérique (Sätze aus America, 1969)
- Écrits sur le théâtre (Theater Schriften und Reden, 1970)
- Albert Einstein (Albert Einstein: Ein Vortrag, 1979), traduit en français par Françoise Stokke, Éditions de l'Aire, 1982.
- Litteratur und Kunst, 1980
- Pour Vaclav Havel (Die Schweiz - ein Gefängnis, 1990), traduit en français par Gilbert Musy, Éditions Zoé, 1995.
- Die Hoffnung, uns am eigenen Schopfe aus dem Untergang zu ziehen, 1990

### Textes autobiographiques
- La Mise en œuvres (Labyrinth, 1981), Lausanne, L'Âge d'homme, 1999
- L'Édification (Turmbau, 1990), Paris, Julliard / Lausanne, L'Âge d'homme, 1985

### Conférences
- Vom Sinn der Dichtung in unserer Zeit, 1956
- Israel Lebensrecht

### Scénarios de films
- Scénario pour le téléfilm Le juge et son bourreau - Der Richter und sein Henker, 1957
- Récit et scénario pour le film Es geschah am hellichten Tag, 1958
- Scénario pour le film Double Jeu (Der Richter und sein Henker) de Maximilian Schell, 1975

### Éditions bilingues français-allemand
- Le Chien / Le Tunnel / La Panne (Der Hund / Der Tunnel / Die Panne), traduit par Walter Weideli, Éditions Zoé, Carouge 1994
- Le Crépuscule des poètes (Dichterdämmerung, 19..), éd. bilingue, Lausanne, université, Centre de traduction littéraire, 1999.

### Correspondance
- Max Frisch-Friedrich Dürrenmatt, Correspondance (Briefwechsel) (19..), Carouge-Genève, Zoé, 1999

### Fonds manuscrit
En 1987, Dürrenmatt a légué son fonds manuscrit à la Confédération suisse à la condition que cette dernière fonde des Archives littéraires suisses. Celles-ci furent créées et inaugurées en 1991 au sein de la Bibliothèque nationale suisse.

### Œuvre picturale
L’œuvre picturale de Dürrenmatt, dont les prémisses apparaissent tôt dans sa jeunesse, est restée longtemps méconnue du grand public. Dans ses tableaux « dramaturgiques », Dürrenmatt réinterprète souvent des motifs issus de la mythologie ou de la religion.

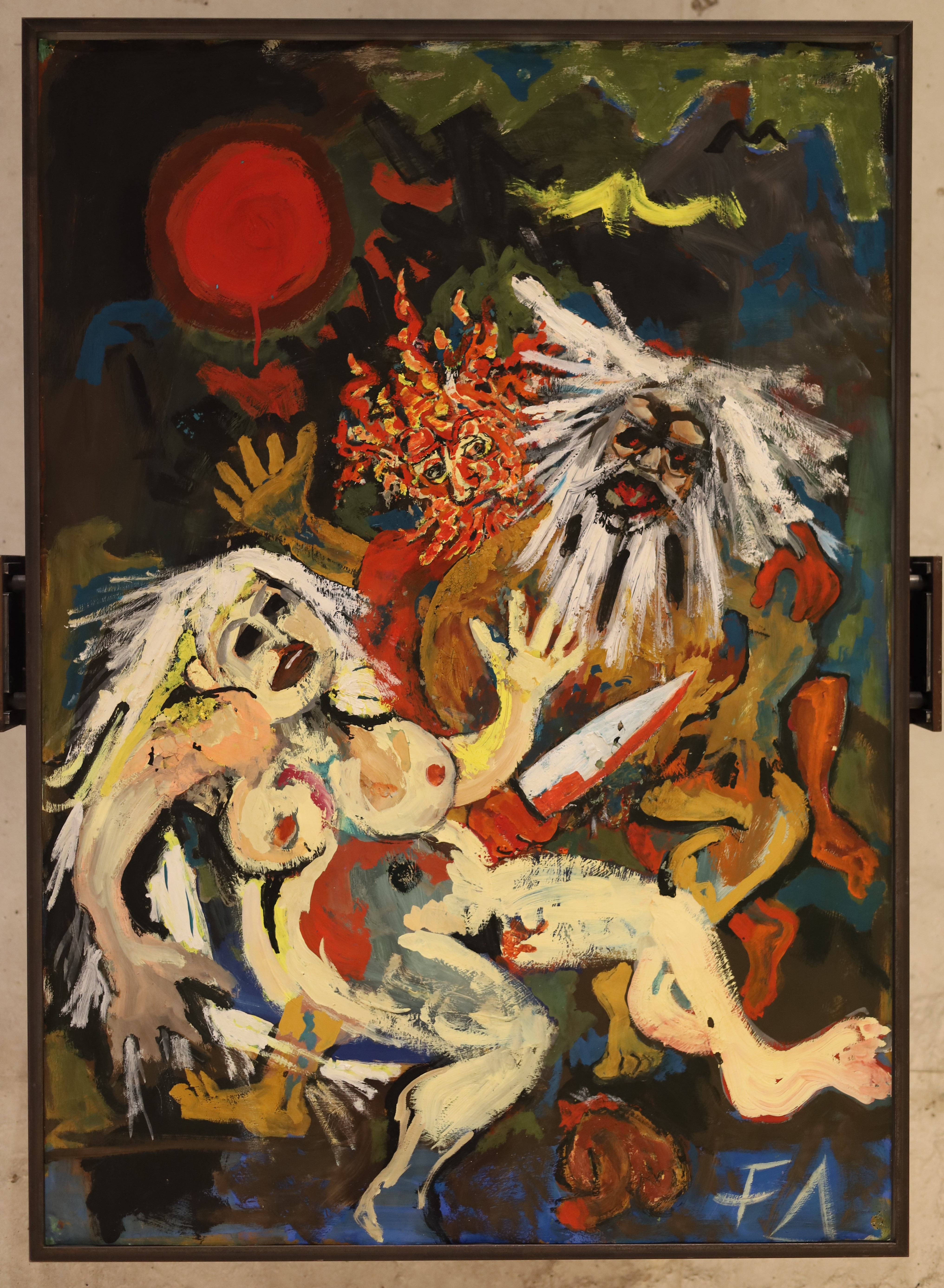
L'Emasculation d'Uranus - Gouache sur carton 1977

#### Catalogues et livres sur l'œuvre picturale et littéraire
- Le Pays dans l'affiche (Die Heimat im Plakat, 1963)
- Tableaux et dessins (Bilder und Zeichnungen, 1978)
- Remarques personnelles sur mes tableaux et mes dessins (Persönliche Anmerkungen zu meinen Bilder und Zeichnungen, 1978), traduit en français par Étienne Barilier, Centre Dürrenmatt Neuchâtel, cahier no1, 2000.
- Dürrenmatt dessine, préface de Paul Nizon, textes de Friedrich Dürrenmatt et de Valère Bertrand, Éditions Buchet/Chastel, Centre Dürrenmatt Neuchâtel, 2006
- Œuvre graphique / Das Zeichnerische Werk, Neuchâtel, Musée d'Art et d'Histoire, (1985)
- Friedrich Dürrenmatt, écrivain et peintre (Friedrich Dürrenmatt, Schrifsteller und Maler) (19..), Katalolg zu den Ausstellungen im Schweizerischen Literaturarchiv Bern und im Kunsthaus Zürich
- Parcours et détours avec Friedrich Dürrenmatt – L’œuvre picturale et littéraire en dialogue, Vol. 1- 3, éd. Madeleine Betschart, Pierre Bühler et Julia Röthinger, Centre Dürrenmatt Neuchâtel/Steidl/Diogenes, français et en allemand, 2021-2022.

## Prix notables
- 1959, prix des critiques de théâtre de New York pour La Visite de la vieille dame,
- 1959, prix Schiller à Mannheim,
- 1960, grand prix de la Fondation Schiller,
- 1968, prix Grillparzer de l'Académie autrichienne des sciences,
- 1969, grand prix de littérature du canton de Berne,
- 1969, doctorat honoris causa de l'université Temple, à Philadelphie,
- 1976, Welsh Arts Council International Writer's Prize
- 1977, médaille Buber-Rosenzweig à Francfort,
- 1981, doctorat honoris causa de l'université de Neuchâtel,
- 1983, prix de l'État autrichien pour la littérature européenne,
- 1985, prix littéraire de Bavière (prix Jean-Paul),
- 1986, prix Georg-Büchner,
- 1986, Schiller-Gedächtnispreis

## Adaptations cinématographiques
La Saucisse
- Drôle de samedi de Tunç Okan, 1984

La Visite de la vieille dame
- Hyènes de Djibril Diop Mambéty, 1992

### La Promesse(Das Versprechen)
- Ça s'est passé en plein jour (Es geschah am hellichten Tag), réalisé par Ladislas Vajda, 1958
- In The Cold Light Of The Day, réalisé par le néerlandais Rudolf van den Berg, avec Richard E. Grant, 1994
- Un téléfilm de Nico Hofmann, 1997
- The Pledge, un film réalisé par Sean Penn, 2000

### Grec cherche Grecque
- Grieche sucht Griechin, 1966

### La Panne(Die Panne)
- La più bella serata della mia vita, 1972 (La Plus Belle Soirée de ma vie) de Ettore Scola

### Le Juge et son bourreau
- Le Juge et son bourreau, téléfilm de Daniel Le Comte, 1974
- Double jeu (End of the Game) de Maximilian Schell, 1975

### Romulus der Große
- Romulus den store, film danois réalisé par Hans-Henrik Krause (en), sorti en 1969

## Citations
- Dans la série américaine Esprits criminels saison 7 épisode 21 (Comme un aimant), un agent cite une phrase de Friedrich Dürrenmatt : « Il n'y a que dans l'amour et le meurtre que nous sommes vraiment sincères ».

- Une locomotive de l'entreprise de transports des CFF mise en service en 2000 porte son nom[10].

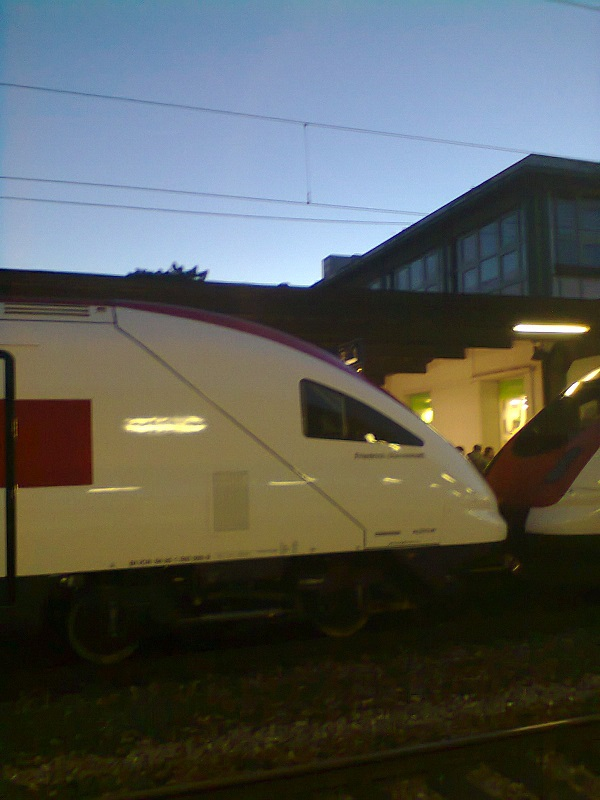
Train Dürrenmatt

- Durrenmatt était un fervent supporter du Grasshopper Club Zurich. Il a notamment déclaré : « Après une défaite du Grasshopper, il m'est impossible d'écrire pendant une semaine ».

### Ouvrages
- Charlotte Kerr et Charles Méla, Les Mythes de Dürrenmatt, dessins et manuscrits, Skira, 2005 (ISBN 978-8876245626)
- (en) Timo Tiusanen, Dürrenmatt : a study in plays, prose, theory, Princeton University Press, 1977 (ISBN 0-691-06332-X)
- Ulrich Weber, Friedrich Dürrenmatt ou Le désir de réinventer le monde, Lausanne, PU Polytechnique / Savoir suisse, 2005 (ISBN 978-2702901090, présentation en ligne)
- Marie-Pierre Walliser-Klunge, Dürrenmatt : la liberté de penser, Gollion, In-Folio, 2021, 61 p. (ISBN 978-2-88474-444-7)
- Philippe Wellnitz, Le théâtre de Friedrich Dürrenmatt : De la satire au grotesque, Presses Universitaires de Strasbourg, 2000 (ISBN 978-2868200075)

### Articles en ligne
- Laurence Dahan-Gaïda, « Dürrenmatt et le théâtre », Coulisses, no 13,‎ 1996 (lire en ligne)

- (en) Joseph A. Federico, « The Political Philosophy of Friedrich Dürrenmatt », German Studies Review, vol. 12, no 1,‎ 1989 (lire en ligne)

- (en) Kurt J. Fickert, « Dürrenmatt's "The Visit" and Job », Books Abroad, vol. 41, no 4,‎ 1967 (lire en ligne)
- (en) Olivia G. Gabor-Peirce, « Friedrich Dürrenmatt: Divine Traces in the Work of an Atheist », Religion & Literature, vol. 39, no 1,‎ 2007 (lire en ligne)
- (en) D. Heyward Brock, « Dürrenmatt's "Der Besuch der alten Dame": the Stage and Screen Adaptations », Literature/Film Quarterly, vol. 4, no 1,‎ 1976 (lire en ligne)

- Dominique Iehl, « Grotesque et signification dans le théâtre de Beckett et de Dürrenmatt », Caliban, no 15,‎ 1978 (lire en ligne)
- Véronique Liard, « Le texte et l’image chez Friedrich Dürrenmatt : l’exprimable et l’indicible du mythe », Interfaces. Image-Texte-Language, no 29,‎ 2010 (DOI 10.3406/inter.2010.1359, lire en ligne)
- Philippe Wellnitz, « L’altération du dialogue et sa reconstruction dans le théâtre de Friedrich Dürrenmatt », Cahiers d'études germaniques, no 47,‎ 2004 (lire en ligne)
- Philippe Wellnitz, « Figures d’imposteurs chez Friedrich Dürrenmatt et Peter Weiss : de la double imposture dans le théâtre contemporain (le théâtre dans le théâtre) », Germanica, no 35,‎ 2004 (lire en ligne)

### Articles
- Elisabeth Brock-Sulzer, ''Friedrich Dürrenmatt'', Stationen seines Werkes. Mit Fotos, Zeichnungen, Faksimiles
- ''Herkules und Atlas'', Lobreden und andere Versuche über Friedrich Dürrenmatt. Herausgegeben von Daniel Keel, Diogenes
- Ulrich Weber, Friedrich Dürrenmatt ou Le désir de réinventer le monde, traduit en français par Étienne Barilier, Presses polytechniques et universitaires romandes, 2005.
- Philippe Wellnitz, Le Théâtre de Friedrich Dürrenmatt : De la satire au grotesque, Presses universitaires de Strasbourg 1999. 284 pages.

- Philippe Wellnitz, „Parodie, Satire, Groteske“, in: U. Weber / A. Mauz / M. Stingelin (Hg.), Dürrenmatt-Handbuch, Stuttgart, J.B.Metzler 2020, p. 353-356.
- Philippe Wellnitz, “Sortir des voies du labyrinthe moderne par les voix de Babel au Théâtre ? Quelques réflexions sur le langage dramatique de Friedrich Dürrenmatt et Botho Strauss”, in Cahiers du CREL (Mulhouse) 2007, pp.207-212 (6 pages doubles colonnes).
- Philippe Wellnitz, “Le grotesque de Friedrich Dürrenmatt. Réflexions sur une notion complexe entre art et littérature”, in : Söring, Jürgen (éd) Actes du Colloque Dürrenmatt (Univ. Neuchâtel 2000), Berne : Lang 2004, pp. 45-61.
- Philippe Wellnitz, “Le Théâtre de Friedrich Dürrenmatt – Parodies des mythes ?”, in : AGES/Univ. de Brest (éds.) : Actes du Colloque de l’AGES 1998 (Pastiche, Parodie et Paraphrase), pp. 243 - 250, Brest 1999.
- Philippe Wellnitz, “"Das Einmalige liegt in der Form" À propos de Max Frisch et Friedrich Dürrenmatt”, in: Wellnitz, Philippe (éd.) Max Frisch – La Suisse en question ? [= Collection Helvetica 1], Presses universitaires de Strasbourg 1997, S. 93-106.
- Philippe Wellnitz, “Langages grotesques dans le théâtre de Friedrich Dürrenmatt”, in : CERAM (éd) : Les songes de la raison. Mélanges offerts à Dominique Iehl, pp. 191-206 [= Contacts, Série III, vol. 26], Berne : Peter Lang 1995.

- Philippe Wellnitz, “Dürrenmatt und das europäische Theater” [Dossier Friedrich Dürrenmatt], in : Schweizer Monatshefte (Zurich), juin 1994, p. 18-22. (5 pages doubles colonnes).
- Philippe Wellnitz, “Deutschsprachige Literatur des 20. Jahrhunderts (Canetti, Grass, Dürrenmatt) als Spiegelbild des Interkulturellen”, in: Germanistyka 11/1994 (Univ. Zielona Gora/Polen), p. 93-98.
- « Visites à Friedrich Dürrenmatt / Zu Besuch bei Friedrich Dürrenmatt », Neuchâtel, in Nouvelle revue neuchâteloise, no 65, 2000